# Canon de 75 mm modèle 1908
Pour les articles homonymes, voir Canon de 75 mm.
Le canon de 75 mm modèle 1908 est un canon naval anti-torpilles construit au début du XXe siècle afin d'équiper les cuirassés de la classe Danton.

## Conception
Le canon de 75 mm modèle 1908 est conçu par Gustave Canet de Schneider et Cie pour remplacer le canon de 65 mm modèle 1902. Semi-automatique, il est testé à Gâvres et à Ruelle en février 1908. De nombreux officiers considérant ce canon comme inadapté, les classes de navires suivantes se voient équipées du canon de 138 mm modèle 1910.

## Utilisation
Le canon de 75 mm modèle 1908 est conçu comme arme anti-torpilles spécifiquement pour les cuirassés de la classe Danton. 16 canons équipent chaque navire, montés dans des barbettes le long de la coque. Ces navires opèrent dès 1911, et le dernier à être désarmé en 1939, le Condorcet, sert de caserne flottante à Toulon avant d'y être sabordé en 1942,.
Quatre de ces canons sont montés en batterie côtière à Na Ghu dans la baie de Cam Ranh en Indochine, où se situe une base navale française.